# Distrito de Rohtak
Rohtak (en hindi; रोहतक ज़िला ) es un distrito de India en el estado de Haryana. Código ISO: IN.HR.RO.
Comprende una superficie de 1 668 km².
El centro administrativo es la ciudad de Rohtak.

## Demografía
Según censo 2011 contaba con una población total de 1 058 683 habitantes.